# 100 mètres papillon masculin aux Jeux olympiques d'été de 2020
Navigation
Rio 2016 Paris 2024
Le 100 m papillon hommes est une épreuve des Jeux olympiques d'été de 2020 qui a eu lieu entre les 29 et 31 juillet au Centre aquatique olympique de Tokyo.

## Records
Avant cette compétition, les records dans cette discipline étaient :
| Record du monde  | 49.50 | Caeleb Dressel   | 26 juillet 2019 | Gwangju, Corée du Sud  |
| Record olympique | 50.39 | Joseph Schooling | 12 août 2016    | Rio de Janeiro, Brésil |

Les records suivants ont été établis pendant la compétition. :
| Date       | Tour          | Nom            | Nationalité | Temps | Record |
| ---------- | ------------- | -------------- | ----------- | ----- | ------ |
| 29 juillet | Série 8       | Caeleb Dressel | États-Unis  | 50.39 | =OR    |
| 30 juillet | Demi-finale 1 | Kristóf Milák  | Hongrie     | 50.31 | OR     |
| 30 juillet | Demi-finale 2 | Caeleb Dressel | États-Unis  | 49.71 | OR     |
| 31 juillet | Finale        | Caeleb Dressel | États-Unis  | 49.45 | WR     |

## Programme
L'épreuve de 100 m papillon se déroule pendant trois jours consécutifs suivant le programme suivant :
Tous les horaires correspondent à l'UTC+9
| Date                     | Horaire | Manche       |
| ------------------------ | ------- | ------------ |
| Jeudi 29 juillet 2021    | 19 h 43 | Séries       |
| Vendredi 30 juillet 2021 | 10 h 30 | Demi-finales |
| Samedi 31 juillet 2021   | 10 h 30 | Finale       |

## Médaillés
| Or             | Argent        | Bronze    |
| Caeleb Dressel | Kristóf Milák | Noè Ponti |

## Résultats

### Séries
Les seize meilleurs nageurs se qualifient pour les demi-finales.
| Rang | Série | Ligne             | Nom                  | Nationalité       | Temps | Remarques |
| ---- | ----- | ----------------- | -------------------- | ----------------- | ----- | --------- |
| 1    | 8     | 4                 | Caeleb Dressel       | États-Unis        | 50.39 | Q, =OR    |
| 2    | 7     | 4                 | Kristóf Milák        | Hongrie           | 50.62 | Q         |
| 3    | 8     | 6                 | Jakub Majerski       | Pologne           | 50.97 | Q, NR     |
| 4    | 8     | 5                 | Andrey Minakov       | ROC               | 51.00 | Q         |
| 5    | 7     | 6                 | Noè Ponti            | Suisse            | 51.24 | Q         |
| 6    | 6     | 5                 | Josif Miladinov      | Bulgarie          | 51.28 | Q         |
| 7    | 6     | 7                 | Luis Martínez        | Guatemala         | 51.29 | Q, NR     |
| 8    | 6     | 4                 | Matthew Temple       | Australie         | 51.39 | Q         |
| 9    | 7     | 7                 | Joshua Liendo        | Canada            | 51.52 | Q         |
| 10   | 7     | 5                 | Mehdy Metella        | France            | 51.53 | Q         |
| 11   | 5     | 1                 | Nyls Korstanje       | Pays-Bas          | 51.54 | Q, NR     |
| 12   | 6     | 3                 | Naoki Mizunuma       | Japon             | 51.57 | Q         |
| 12   | 8     | 2                 | Tom Shields          | États-Unis        | 51.57 | Q         |
| 14   | 5     | 2                 | Youssef Ramadan      | Égypte            | 51.67 | Q, NR     |
| 14   | 7     | 2                 | Szebasztián Szabó    | Hongrie           | 51.67 | Q         |
| 16   | 5     | 6                 | Sun Jiajun           | Chine             | 51.74 | Q         |
| 17   | 6     | 2                 | Federico Burdisso    | Italie            | 51.82 |           |
| 18   | 6     | 6                 | Chad le Clos         | Afrique du Sud    | 51.89 |           |
| 18   | 8     | 7                 | Mikhail Vekovishchev | ROC               | 51.89 |           |
| 20   | 7     | 3                 | Takeshi Kawamoto     | Japon             | 51.93 |           |
| 21   | 5     | 3                 | Tomer Frankel        | Israël            | 51.99 |           |
| 22   | 6     | 8                 | Paweł Korzeniowski   | Pologne           | 52.00 |           |
| 23   | 7     | 1                 | Marius Kusch         | Allemagne         | 52.05 |           |
| 24   | 4     | 6                 | Santiago Grassi      | Argentine         | 52.07 |           |
| 24   | 8     | 8                 | Jacob Peters         | Grande-Bretagne   | 52.07 |           |
| 26   | 7     | 8                 | Vinicius Lanza       | Brésil            | 52.08 |           |
| 27   | 3     | 2                 | Tomoe Zenimoto Hvas  | Norvège           | 52.22 | NR        |
| 28   | 4     | 8                 | Louis Croenen        | Belgique          | 52.23 |           |
| 29   | 4     | 7                 | Antani Ivanov        | Bulgarie          | 52.25 |           |
| 30   | 8     | 1                 | David Morgan         | Australie         | 52.31 |           |
| 31   | 6     | 1                 | Santo Condorelli     | Italie            | 52.32 |           |
| 32   | 5     | 7                 | Matthew Sates        | Afrique du Sud    | 52.34 |           |
| 33   | 3     | 7                 | Dylan Carter         | Trinité-et-Tobago | 52.36 | NR        |
| 34   | 4     | 4                 | Quah Zheng Wen       | Singapour         | 52.39 |           |
| 35   | 3     | 4                 | Wang Kuan-hung       | Taipei chinois    | 52.44 |           |
| 35   | 4     | 3                 | Ümitcan Güreş        | Turquie           | 52.44 |           |
| 37   | 3     | 8                 | Shane Ryan           | Irlande           | 52.52 | NR        |
| 37   | 4     | 5                 | Jan Šefl             | Tchéquie          | 52.52 |           |
| 37   | 5     | 5                 | Simon Bucher         | Autriche          | 52.52 |           |
| 40   | 3     | 6                 | Nikola Miljenić      | Croatie           | 52.68 |           |
| 41   | 3     | 1                 | Kregor Zirk          | Estonie           | 52.82 |           |
| 42   | 5     | 4                 | Yauhen Tsurkin       | Biélorussie       | 52.90 |           |
| 43   | 4     | 1                 | Matheus Gonche       | Brésil            | 53.02 |           |
| 44   | 5     | 8                 | Joseph Schooling     | Singapour         | 53.12 |           |
| 45   | 2     | 2                 | Abeiku Jackson       | Ghana             | 53.39 | NR        |
| 46   | 2     | 5                 | Sajan Prakash        | Inde              | 53.45 |           |
| 47   | 2     | 4                 | Moon Seung-woo       | Corée du Sud      | 53.59 |           |
| 48   | 2     | 3                 | Abbas Qali           | Koweït            | 53.62 |           |
| 49   | 2     | 1                 | Steven Aimable       | Sénégal           | 53.64 |           |
| 50   | 2     | 7                 | Navaphat Wongcharoen | Thaïlande         | 54.36 |           |
| 51   | 2     | 6                 | Benjamin Hockin      | Paraguay          | 54.81 |           |
| 51   | 2     | 8                 | Davidson Vincent     | Haïti             | 54.81 |           |
| 53   | 3     | 5                 | Daniel Martin        | Roumanie          | 55.09 |           |
| 54   | 1     | 4                 | Salvador Gordo       | Angola            | 55.96 |           |
| 55   | 1     | 5                 | Yousif Bu Arish      | Arabie saoudite   | 56.29 |           |
|      | 1     | 3                 | Abdulla Ahmed        | Bahreïn           | DQ    |           |
| 3    | 3     | Ihor Troianovskyi | Ukraine              | DNS               |       |           |
| 4    | 2     | Gal Cohen Groumi  | Israël               | DNS               |       |           |
| 8    | 3     | James Guy         | Grande-Bretagne      | DNS               |       |           |

### Demi-finales
Les huit meilleurs nageurs se qualifient pour la finale.
| Rang | Série | Ligne | Nom               | Nationalité | Temps | Remarques |
| ---- | ----- | ----- | ----------------- | ----------- | ----- | --------- |
| 1    | 2     | 4     | Caeleb Dressel    | États-Unis  | 49.71 | Q, OR     |
| 2    | 1     | 4     | Kristóf Milák     | Hongrie     | 50.31 | Q         |
| 3    | 2     | 3     | Noè Ponti         | Suisse      | 50.76 | Q, NR     |
| 4    | 1     | 3     | Josif Miladinov   | Bulgarie    | 51.06 | Q         |
| 5    | 1     | 5     | Andrey Minakov    | ROC         | 51.11 | Q         |
| 6    | 1     | 6     | Matthew Temple    | Australie   | 51.12 | Q         |
| 7    | 2     | 5     | Jakub Majerski    | Pologne     | 51.24 | Q         |
| 8    | 2     | 6     | Luis Martínez     | Guatemala   | 51.30 | Q         |
| 9    | 1     | 2     | Mehdy Metella     | France      | 51.32 |           |
| 10   | 1     | 7     | Naoki Mizunuma    | Japon       | 51.46 |           |
| 11   | 2     | 2     | Joshua Liendo     | Canada      | 51.50 |           |
| 12   | 2     | 7     | Nyls Korstanje    | Pays-Bas    | 51.80 |           |
| 13   | 1     | 8     | Sun Jiajun        | Chine       | 51.82 |           |
| 14   | 2     | 8     | Szebasztián Szabó | Hongrie     | 51.89 |           |
| 15   | 2     | 1     | Tom Shields       | États-Unis  | 51.99 |           |
| 16   | 1     | 1     | Youssef Ramadan   | Égypte      | 52.27 |           |

### Finale
Caeleb Dressel remporte la finale du 100 m papillon en améliorant le record du monde.
| Rang | Ligne | Nom             | Nationalité | Temps | Remarques |
| ---- | ----- | --------------- | ----------- | ----- | --------- |
| 1    | 4     | Caeleb Dressel  | États-Unis  | 49.45 | WR        |
| 2    | 5     | Kristóf Milák   | Hongrie     | 49.68 | AR        |
| 3    | 3     | Noè Ponti       | Suisse      | 50.74 | NR        |
| 4    | 2     | Andrey Minakov  | ROC         | 50.88 |           |
| 5    | 1     | Jakub Majerski  | Pologne     | 50.92 | NR        |
| 5    | 7     | Matthew Temple  | Australie   | 50.92 |           |
| 7    | 8     | Luis Martínez   | Guatemala   | 51.09 | NR        |
| 8    | 6     | Josif Miladinov | Bulgarie    | 51.49 |           |